# Ženy na vlnách
Ženy na vlnách (anglicky Women on Waves) je neziskovou organizací, která propaguje právo žen na volbu umělého přerušení těhotenství. Organizace byla založena v roce 1999 nizozemskou lékařkou Rebeccou Gomperts. Cílem organizace je přitahovat pozornost k umělému přerušení těhotenství a vyvolávat diskuzi o zákonech, které omezují právo ženy na umělé přerušení těhotenství. Organizace také chce poskytovat bezpečné, nechirurgické umělé přerušení těhotenství ženám, které žijí v zemích, kde je umělé přerušení těhotenství nelegální. Dále organizace poskytuje antikoncepci a poradenství. Služby jsou poskytovány na speciálně vybavené lodi, která obsahuje mobilní kliniku. Pokud Ženy na vlnách dorazí na lodi do některé země, jsou ženy vyzývány, aby si sjednaly schůzku a přišly na loď. Pokud loď vypluje z teritoriálních vod do vod mezinárodních, platí na palubě zákony země, kde je loď registrována, tedy nizozemské zákony, které umělé přerušení těhotenství povolují.
Ženy na vlnách připluly do Irska v roce 2001 a do Polska v roce 2003. V roce 2004 se pokusili navštívit Portugalsko, ale portugalská vláda jim to neumožnila a dokonce zablokovala jejich loď portugalskými válečnými loďmi.